# U 10 (1935)
El U 10 o Unterseeboot 10 fue un submarino de la Kriegsmarine, correspondiente al Tipo IIB. Estuvo en servicio durante la Segunda Guerra Mundial desde su base de Kiel hasta su baja el 1 de enero de 1944. En las cinco patrullas de combate que realizó, consiguió hundir dos buques con un registro bruto combinado de 6.356 toneladas. 

## Construcción
Se ordenó iniciar la construcción del pequeño submarino costero U 10 el 20 de julio de 1934, tras lo cual su quilla fue puesta sobre las gradas de los astilleros Germaniawerft de Kiel el 22 de abril de 1935. Fue botado al agua el 13 de agosto de 1935 y tras la finalización de sus obras, fue entregado a la Kriegsmarine el 9 de septiembre de 1935, bajo el mando del Oberleutnant Heinz Scheringer.

## Historial
Una vez dado de alta en la Kriegsmarine, fue asignado en septiembre de 1935 a la Unterseebootsschule Flottille, con base en Neustadt para la formación de las tripulaciones. Permaneció integrado en esta flotilla tras el inicio de la contienda mundial, e integrado en ella, partió en su primera patrulla de combate. El 7 de septiembre de 1939 zarpó desde el puerto de Kiel al mando de Georg-Wilhelm Schulz, con órdenes de patrullar en el mar Báltico, sin que encontrara barcos enemigos, tras lo cual retornó el 19 de septiembre. Tampoco consiguió encontrar ninguna presa en su segunda patrulla, realizada entre el 26 de septiembre y el 10 de octubre, bajo las órdenes del mismo mando al este de las islas Orcadas.
Volvió a zarpar el U 10 de Kiel, esta vez al mando de Joachim Preuss el 28 de enero de 1940, con la misión de patrullar en el Lowestoft, tras o cual retornó a su puerto base el 5 de febrero de 1940. En su cuarta patrulla de combate, también bajo el mando de Preuss, partió el 14 de febrero para operar al este de Anglia y logró hundir el 17 de febrero al vapor mercante noruego de 1819 t Kvernaas, y al día siguiente al vapor de bandera holandesa y 4537 t Ameland, tras lo cual regresó el 20 a Wilhelmshaven. En su quinta y última patrulla de combate, entre el 3 y el 23 de abril de 1940, bajo el mando de Preuss, patrulló las islas Shetland y Noruega, sin que hubiese contactos enemigos.

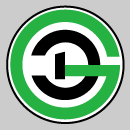
Emblema de la 21.ª Unterseebootsflottille.

En julio de 1940, fue asignado a la 21.ª Unterseebootsschulflottille (US-Fl.), con base en Pillau como buque escuela, con la misión de formar a las tripulaciones de los nuevos submarinos más modernos y con mayor rango de acción.

## Historial de ataques
| Fecha                 | Buque    | Nacionalidad | Tonelaje | Destino |
| --------------------- | -------- | ------------ | -------- | ------- |
| 17 de febrero de 1940 | Kvernaas | noruego      | 1819     | Hundido |
| 18 de febrero de 1940 | Ameland  | holandés     | 4537 t   | Hundido |

## Destino
El U-10 fue dado de baja en la Kriegsmarine en Gotenhafen el 1 de agosto de 1944, momento desde el cual, fue usado como fuente de repuestos. Posteriormente, fue capturado por las fuerzas soviéticas el 29 de marzo de 1945 y posteriormente, fue desguazado.

## Comandantes
| Empleo                                           | Nombre                     | Desde                    | hasta                    |
| ------------------------------------------------ | -------------------------- | ------------------------ | ------------------------ |
| Oberleutnant                                     | Heinz Scheringer           | 11 de septiembre de 1935 | 21 de diciembre de 1935  |
| Capitán de Corbeta ascendió a Capitán de Fragata | Werner Scheer              | 21 de diciembre de 1935  | 1 de mayo de 1936        |
| Kapitänleutnant                                  | Heinz Beduhn               | 1 de mayo de 1936        | 29 de septiembre de 1937 |
| Kapitänleutnant                                  | Hannes Weingärtner         | 30 de septiembre de 1937 | 3 de abril de 1938       |
| Kapitänleutnant                                  | Hans-Rudolf Rösing         | 1937                     | 31 de julio de 1938      |
| Kapitänleutnant                                  | Herbert Sohler             | 4 de abril de 1938       | 31 de julio de 1938      |
| Kapitänleutnant                                  | Heinrich Otto Moritz Liebe | 1 de febrero de 1938     | 14 de agosto de 1938     |
| Oberleutnant                                     | Kurt von Gossler           | 1 de agosto de 1938      | 4 de enero de 1939       |
| Oberleutnant ascendió a Kapitänleutnant          | Georg-Wilhelm Schulz       | 5 de enero de 1939       | 15 de octubre de 1939    |
| Oberleutnant                                     | Joachim Preuss             | 16 de octubre de 1939    | enero de 1940            |
| Kapitänleutnant                                  | Rolf Mützelburg            | enero de 1940            | 9 de junio de 1940       |
| Kapitänleutnant                                  | Wolf-Rüdiger von Rabenau   | 10 de junio de 1940      | 29 de noviembre de 1940  |
| Oberleutnant                                     | Kurt Ruwiedel              | 10 de junio de 1941      | 29 de noviembre de 1941  |
| Oberleutnant                                     | Hans Karpf                 | 30 de noviembre de 1941  | 22 de junio de 1942      |
| Oberleutnant                                     | Christian-Brandt Coester   | 23 de junio de 1942      | febrero de 1943          |
| Oberleutnant                                     | Wolfgang Strenger          | febrero de 1943          | febrero de 1944          |
| Oberleutnant                                     | Kurt Ahlers                | febrero de 1944          | 1 de julio de 1944       |